# 2019-es görögországi helyhatósági választások
A 2019-es görögországi helyhatósági választásokat 2019. május 26-án és június 2-án tartották meg. Az első fordulót az európai parlamenti választással egy napon tartották meg.

## Választási rendszer
A választáson Görögország 13 régiójának kormányzóságát és 332 település polgármesterét és képviselő-testületét választották meg. A polgármesteri és kormányzói választásokon ha az első fordulóban nem szerzi meg egy jelölt sem a szavazatok 50%-át plusz egy szavazatot, akkor második fordulót kell az adott régióban, településen tartani.

## Választási kampány

### Athén
Athénban a KINAL jelöltjeként Pávlosz Jerulánosz indult el, aki George Pápándreu 2009-2011 közötti kormányának kulturális minisztere volt. Programjában a korrupció elleni harcról beszélt. Az Új Demokrácia jelöltje, Kosztász Bakojánnisz a közbiztonság javításáról beszélt, amely állítása szerint Athén néhány kerületében jelentősen leromlott. Ennek fényében meg akarja erősíteni az önkormányzati rendőrség hatáskörét. A Görög Kommunista Párt jelöltje Nikosz Szofiánosz szerint Athén városvezetési létszámát növelni kéne annak érdekében, hogy a lakosságot mozgósítani tudja, a város számára sürgető ügyek közös megoldására.  Az akkor hivatalban levő SZIRIZA-párti polgármester Nászosz Ilijopúlosz kampányában arról beszélt, hogy a városban a lakhatási válságot a szegényebb lakosok számára a régi, elhagyott épületeket felújításával és átalakításával kéne megoldani. Az Arany Hajnal , Iliász Kaszidiáriszt a párt parlamenti frakcióvezetőjét indította el, aki programjában a bűnözéssel szembeni zéró tolerancia alkalmazásáról és az iszlámmal szembeni fellépést sürgette.

### Thesszaloniki
A SZIRIZA Katerína Notopolút indította jelöltként, aki programjában több óvodai férőhelyet ígért, illetve óvodát a város kórházi dolgozóinak gyerekeinek. Kórházi felújítások mellett, az idősotthonok fejlesztése valamint a városi ápolási rendszer rendbetételéről is említést tett programjában. A választáson Kosztász Zerfász független jelöltként az "Igen, Thesszalonikiért" választási szövetséggel indult, programjában arról beszélt, hogy egy olyan várost szeretne, amely mindenkié.

## Eredmények
Kormányzók és regionális szinten a jobbközép Új Demokrácia fölényes győzelmet aratott, Krétát kivéve az összes régióban ők győztek.

### Kormányzók
| Régió neve                 | Hivatalban levő kormányzó  | Hivatalban levő kormányzó | Hivatalban levő kormányzó | Megválasztott kormányzó    | Megválasztott kormányzó | Megválasztott kormányzó |
| -------------------------- | -------------------------- | ------------------------- | ------------------------- | -------------------------- | ----------------------- | ----------------------- |
| Attika                     | Réna Doúrou                |                           | SZIRIZA                   | Jorgosz Pátulisz           |                         | Új Demokrácia           |
| Kréta                      | Sztávrosz Arnautákisz      |                           | Drassi                    | Sztávrosz Arnautákisz      |                         | Mozgalom a Változásért  |
| Dél-Égei-szigetek          | Jorgosz Hátcimárkosz       |                           | Független                 | Jorgosz Hátcimárkosz       |                         | Új Demokrácia           |
| Észak-Égei-szigetek        | Krisztiáná Kálojirú        |                           | Új Demokrácia             | Kosztász Mucurisz          |                         | Új Demokrácia           |
| Epirusz                    | Alexandrosz Kahrimánisz    |                           | Új Demokrácia             | Alexandrosz Kahrimánisz    |                         | Új Demokrácia           |
| Nyugat-Görögország         | Apósztolosz Kacifárász     |                           | független                 | Nektáriosz Fármákisz       |                         | Új Demokrácia           |
| Közép-Görögország          | Kosztász Bakojánisz        |                           | Új Demokrácia             | Fánisz Spanósz             |                         | Új Demokrácia           |
| Jón-szigetek               | Theodórosz Gajácátosz      |                           | SZIRIZA                   | Rodi Krácá Cágkaropoulú    |                         | Új Demokrácia           |
| Közép-Makedónia            | Apósztolosz Cicikosztász   |                           | Új Demokrácia             | Apósztolosz Cicikosztász   |                         | Új Demokrácia           |
| Nyugat-Makedónia           | Theodórosz Karipidisz      |                           | független                 | Jiorjiosz Kaszapídisz      |                         | Új Demokrácia           |
| Kelet-Makedónia és Thrákia | Jorgosz Pávlidisz          |                           | Új Demokrácia             | Métiosz Hrisztosz          |                         | Új Demokrácia           |
| Peloponnészosz             | Petrosz Tatúlisz           |                           | független                 | Pánájotisz Nikász          |                         | Új Demokrácia           |
| Thesszália                 | Konsztantinosz Agorasztosz |                           | Új Demokrácia             | Konsztantinosz Agorasztosz |                         | Új Demokrácia           |

## Nagyvárosok polgármester választása

### Athén
| Jelölt                           | Jelölt               | Párt neve                       | Szavazatok száma (1. forduló) | Szavazatok % (1. forduló) | Szavazatok száma (2. forduló) | Szavazatok % (2. forduló) |
| -------------------------------- | -------------------- | ------------------------------- | ----------------------------- | ------------------------- | ----------------------------- | ------------------------- |
|                                  | Kosztász Bakojánnisz | Új Demokrácia – Folyam          | 88.916                        | 42,65                     | 96.660                        | 65,25                     |
|                                  | Nászosz Ilijopúlosz  | SZIRIZA – Zöld Ökologisták      | 35.392                        | 16,98                     | 51.487                        | 34,75                     |
|                                  | Pávlosz Jerulánosz   | Mozgalom a Változásért – PRATTO | 27.491                        | 13,19                     |                               |                           |
|                                  | Iliász Kaszidiárisz  | Arany Hajnal                    | 21.959                        | 10,53                     |                               |                           |
|                                  | Nikosz Szofiánosz    | Görög Kommunista Párt           | 15.575                        | 7.47                      |                               |                           |
| Total                            |                      |                                 |                               |                           |                               |                           |
| Source: Görög Belügyminisztérium |                      |                                 |                               |                           |                               |                           |

### Thesszaloniki
| Jelölt                           | Jelölt            | Párt neve                       | Szavazatok száma (1. forduló) | Szavazatok % (1. forduló) | Szavazatok száma (2. forduló) | Szavazatok % (2. forduló) |
| -------------------------------- | ----------------- | ------------------------------- | ----------------------------- | ------------------------- | ----------------------------- | ------------------------- |
|                                  | Kosztász Zerfász  | Független                       | 18.419                        | 14,93                     | 59.578                        | 66,79                     |
|                                  | Nikosz Tahiáosz   | Új Demokrácia                   | 27.629                        | 22,40                     | 29.629                        | 33,21                     |
|                                  | Jorgosz Orfánosz  | Új Görög Momentum               | 17.906                        | 14,52                     |                               |                           |
|                                  | Katerína Notopolú | SZIRIZA                         | 16.666                        | 13,51                     |                               |                           |
|                                  | Szpirosz Foújász  | Mozgalom a Változásért – Folyam | 8.691                         | 7,05                      |                               |                           |
| Total                            |                   |                                 |                               |                           |                               |                           |
| Source: Görög Belügyminisztérium |                   |                                 |                               |                           |                               |                           |

### Pátra
| Jelölt                           | Jelölt                    | Párt neve                      | Szavazatok száma (1. forduló) | Szavazatok % (1. forduló) | Szavazatok száma (2. forduló) | Szavazatok % (2. forduló) |
| -------------------------------- | ------------------------- | ------------------------------ | ----------------------------- | ------------------------- | ----------------------------- | ------------------------- |
|                                  | Konsztanítnosz Peletidisz | Görög Kommunista Párt          | 40.489                        | 40,60                     | 54.672                        | 70,91                     |
|                                  | Grígorisz Alekszopulósz   | Mozgalom a Változásért         | 15.970                        | 16,01                     | 22.431                        | 29.09                     |
|                                  | Nikosz Pápádimátosz       | Új Demokrácia                  | 13.936                        | 13,97                     |                               |                           |
|                                  | Nikosz Nikolopulósz       | Görög Kereszténydemokrata Párt | 7.498                         | 7,52                      |                               |                           |
|                                  | Jorgosz Rorúsz            | SZIRIZA                        | 6.662                         | 6,68                      |                               |                           |
| Total                            |                           |                                |                               |                           |                               |                           |
| Source: Görög Belügyminisztérium |                           |                                |                               |                           |                               |                           |

### Iráklio
| Jelölt                           | Jelölt               | Párt neve              | Szavazatok száma (1. forduló) | Szavazatok % (1. forduló) | Szavazatok száma (2. forduló) | Szavazatok % (2. forduló) |
| -------------------------------- | -------------------- | ---------------------- | ----------------------------- | ------------------------- | ----------------------------- | ------------------------- |
|                                  | Vaszilisz Labriósz   | A Folyam               | 19.535                        | 24,12                     | 31.716                        | 52,41                     |
|                                  | Jannisz Kúrákisz     | Mozgalom a Változásért | 29.730                        | 36,71                     | 28.796                        | 47,59                     |
|                                  | Iliász Lijérosz      | független              | 9.848                         | 12,96                     |                               |                           |
|                                  | Jorgosz Szidamakisz  | független              | 7.048                         | 8,70                      |                               |                           |
|                                  | Dimitrisz Friszálisz | Görög Kommunista Párt  | 3.479                         | 4,30                      |                               |                           |
| Total                            |                      |                        |                               |                           |                               |                           |
| Source: Görög Belügyminisztérium |                      |                        |                               |                           |                               |                           |

### Pireusz
| Jelölt                           | Jelölt                | Párt neve                       | Szavazatok száma (1. forduló) | Szavazatok % (1. forduló) | Szavazatok száma (2. forduló) | Szavazatok % (2. forduló) |
| -------------------------------- | --------------------- | ------------------------------- | ----------------------------- | ------------------------- | ----------------------------- | ------------------------- |
|                                  | Jannisz Morálisz      | Mozgalom a Változásért A Folyam | 33.169                        | 45,34                     | 27.664                        | 57,81                     |
|                                  | Nikosz Fláhákosz      | Új Demokrácia                   | 19.845                        | 27,13                     | 20.189                        | 42,19                     |
|                                  | Nikosz Belavílász     | SZIRIZA                         | 10.662                        | 14,58                     |                               |                           |
|                                  | Diámántú Mánolákú     | Görög Kommunista Párt           | 5.005                         | 6,84                      |                               |                           |
|                                  | Jorgósz Demesztikhász | Arany Hajnal                    | 3.479                         | 4,30                      |                               |                           |
| Total                            |                       |                                 |                               |                           |                               |                           |
| Source: Görög Belügyminisztérium |                       |                                 |                               |                           |                               |                           |

### Larissza
| Jelölt                           | Jelölt                  | Párt neve                                                 | Szavazatok száma (1. forduló) | Szavazatok % (1. forduló) | Szavazatok száma (2. forduló) | Szavazatok % (2. forduló) |
| -------------------------------- | ----------------------- | --------------------------------------------------------- | ----------------------------- | ------------------------- | ----------------------------- | ------------------------- |
|                                  | Aposztolosz Kálojánnisz | SZIRIZA A Folyam Mozgalom a Változásért Új Görög Momentum | 29.632                        | 42,53                     | 32.286                        | 57,43                     |
|                                  | Réna Kálálariotú        | Új Demokrácia                                             | 27.772                        | 39,86                     | 23.930                        | 42,57                     |
|                                  | Petrosz Krikísz         | Görög Kommunista Párt                                     | 4.338                         | 6,23                      |                               |                           |
|                                  | Pánájotisz Gúlász       | független                                                 | 3.150                         | 4,52                      |                               |                           |
|                                  | Nikosz Gámfrúlász       | Demokrataikus Felelősség                                  | 2.811                         | 4,03                      |                               |                           |
| Total                            |                         |                                                           |                               |                           |                               |                           |
| Source: Görög Belügyminisztérium |                         |                                                           |                               |                           |                               |                           |

### Vólosz
| Jelölt                           | Jelölt                 | Párt neve              | Szavazatok száma (1. forduló) | Szavazatok % (1. forduló) | Szavazatok száma (2. forduló) | Szavazatok % (2. forduló) |
| -------------------------------- | ---------------------- | ---------------------- | ----------------------------- | ------------------------- | ----------------------------- | ------------------------- |
|                                  | Akhilleász Béosz       | független              | 37.461                        | 57,59                     |                               |                           |
|                                  | Nánszi Kápulá          | Új Demokrácia          | 9.845                         | 15,13                     |                               |                           |
|                                  | Jászon Aposztolákisz   | SZIRIZA                | 8.197                         | 12,60                     |                               |                           |
|                                  | Aposztolosz Pápádulisz | Mozgalom a Változásért | 5.635                         | 8,66                      |                               |                           |
|                                  | Aposztolosz Rizópúlosz | Görög Kommunista Párt  | 3.911                         | 6,01                      |                               |                           |
| Total                            |                        |                        |                               |                           |                               |                           |
| Source: Görög Belügyminisztérium |                        |                        |                               |                           |                               |                           |

### Perisztéri
| Jelölt                           | Jelölt                 | Párt neve                              | Szavazatok száma (1. forduló) | Szavazatok % (1. forduló) | Szavazatok száma (2. forduló) | Szavazatok % (2. forduló) |
| -------------------------------- | ---------------------- | -------------------------------------- | ----------------------------- | ------------------------- | ----------------------------- | ------------------------- |
|                                  | Andréasz Pahatúritisz  | független                              | 46.793                        | 74,18                     |                               |                           |
|                                  | Jorgosz Szidérisz      | Görög Kommunista Párt                  | 4.976                         | 7,89                      |                               |                           |
|                                  | Jorgosz Váfijotisz     | Mozgalom a Változásért                 | 2.143                         | 3,40                      |                               |                           |
|                                  | Pánájotisz Pápánikoláú | Görög Antikapitalista Baloldal Frontja | 2.036                         | 3,23                      |                               |                           |
|                                  | Vászileiosz Mukuvinasz | független                              | 1.473                         | 2,33                      |                               |                           |
| Total                            |                        |                                        |                               |                           |                               |                           |
| Source: Görög Belügyminisztérium |                        |                                        |                               |                           |                               |                           |